# Pascal Bourgeois-Moine
Pascal Bourgeois-Moine, né en 1957 à Saint-Denis, est un peintre français contemporain. Il vit et travaille à Paris dans le quatorzième arrondissement. 

## Biographie
Initié à la peinture par le peintre Robert Baudry pendant son adolescence, Pascal Bourgeois-Moine est diplômé en 1983 de l'École nationale supérieure des beaux-arts de Paris où il a fréquenté les ateliers de Yankel, Mattey de l'Etang, Jacques Lagrange et Olivier Debré. Il fut également un temps résident de la Cité internationale des arts de Paris.  
Son style vivement coloré et fougueux évoquant une "abstraction expressionniste" selon l'expression de Jean-Pierre Delarge à son sujet, est fortement influencé par les troubles psychiques dont il est victime depuis toujours (séjours réguliers à l'hôpital Sainte-Anne) et qui le contraignent à un isolement créatif et social. Pascal Bourgeois-Moine est représenté par une galerie parisienne spécialisée dans l'aide aux artistes en difficulté psychique — la Artame Gallery  — qui l'expose dans de nombreux salons, foires d'art contemporain et biennales.

## Style
« Une abstraction expressionniste dans un tournoiement d'huiles tirées au couteau ou courbées, épaisses jusqu'à se limiter par des bourrelets. La palette est généralement sourde, grise, lie-de-vin, vert bouteille voire noire, comme dominante; le sujet est encadré par une bande de cette dernière et révèle, par des crevés, une couche inférieure, Passage d'Enfer,(2006), dans lequel le feu surgit çà et là. Lorsqu'il retient une autre palette pour la même gestuelle incontrôlée mais cohérente, on assiste à une explosion chromatique tout en reliefs, de couleurs vives qui font croire à l'arrivée d'un été somptueux. »

— Jean-Pierre Delarge, Dictionnaire des arts plastiques et contemporains, éditions Gründ
Ses titres étonnent et séduisent par le contraste entre leur précision narrative et l'abstraction des toiles : Angoisse du promeneur entre la rue Bonaparte et la rue des Beaux-Arts (2002), Sirop d'Espagne ou encore Course de voitures à Indianapolis. 

## Expositions (sélection)
- Maison des Beaux-Arts, Paris, 1977
- Salon Jeune Peinture, Jeune Expression, Paris, 1978, 1979
- Salon d'art contemporain de Montrouge, 1980
- Salon d'Issy les Moulineaux, 1982
- Salon de Bagneux, 1982
- Expositions personnelles à la Cité internationale des arts, 1984, 1987, 1996, 2001, 2003
- Salon des réalités nouvelles, Paris, (depuis 2003)
- Autrement dit, Espace Belleville, Paris, 2003
- Salon de Mai, Paris, 2005[4]
- Salon Comparaisons, Paris, 2005
- Pascal Bourgeois-Moine, peintures récentes, Maison Gattegno, Paris, 2006
- Pascal Bourgeois-Moine, Le paradis des desserts, Atelier Gustave, Paris, 2007
- Maison du Brésil, Paris, 2010
- Biennale internationale d'art Hors les Normes de Lyon, 2011[5]
- (et nombreux salons auxquels il participe régulièrement : Salon des indépendants, Salon d'automne...)